# Megacolon tóxico
Se conoce como megacolon al aumento superior a 6 cm del diámetro del colon, el cual se clasifica en megacolon congénito o Enfermedad de Hirschsprung y megacolon adquirido, que se presenta de forma crónica o aguda y se conoce también como megacolon tóxico. El megacolon tóxico es una forma aguda de distensión colónica. Se caracteriza por un colon muy dilatado (megacolon), acompañado de distensión abdominal (hinchazón) y, a veces, fiebre, dolor abdominal o shock.
El megacolon tóxico fue descrito por primera vez en 1950 por Marshak, quien reconoce con el nombre de megacolon tóxico a la dilatación de una colitis ulcerosa.

## Etiología
Existen diversas causas de megacolon tóxico, entre ellas se encuentran:
Causas inflamatorias:
- Colitis Ulcerativa
- Enfermedad de Crohn
- Colitis pseudomembranosa

Causas infecciosas:
- Salmonella
- Shigella
- Campylobacter
- Yersinia
- Trypanosoma cruzi

Entre otras causas se encuentran la colitis radiactiva y la colitis isquémica. 
Una causa poco frecuente es la alteración de la flora bacteriana del colon, por antibióticos de amplio espectro.

## Epidemiología
Esta complicación se encuentra más frecuentemente relacionada con formas graves de Colitis Ulcerativa (5-10%)  y con la enfermedad de Crohn (2-4%), además de pacientes inmunocomprometidos infectados con citomegalovirus.
El megacolon tóxico tiene una baja incidencia, mas no así, una alta mortalidad la cual depende de la edad, retraso del tratamiento y la existencia de perforación. La tasa de mortalidad ha disminuido de un 25% en los años 70 a un 5% en la actualidad. 
Afecta a ambos sexos, principalmente adultos jóvenes.

## Síntomas y signos
Dentro del cuadro clínico característico encontramos:
- Malestar general
- Fiebre
- Hipotensión arterial
- Taquicardia
- Abdomen distendido
- Disminución de los ruidos intestinales
- Dolor a la palpación

## Diagnóstico
El diagnóstico de megacolon tóxico se realiza al encontrar dilatación del colon junto con toxicidad sistémica, para evidenciar la dilatación es necesaria una radiografía simple de abdomen.
Para descartar perforación, el estudio indicado es la tomografía computarizada.

## Tratamiento
Dentro de los objetivos inmediatos del tratamiento se encuentran:
- Disminuir la distensión del colon, para evitar la perforación.
- Corregir la alteración de electrolitos.
- Evitar la aparición de complicaciones sépticas.

En casos más extremos podría incluso ser necesaria una cirugía, pudiendo llegar a requerir trasplante; mas ya esto sería el último recurso. 